# Troilo e Cressida
(William Shakespeare, Troilo e Cressida)
Troilo e Cressida (The Tragedy of Troilus and Cressida) è una tragedia in cinque atti, databile al 1601, composta dal drammaturgo inglese William Shakespeare e pubblicata nel 1609.
A volte quest'opera, che ha in sé elementi sia di tragedia sia di commedia, viene catalogata come parte dei problem plays ("drammi problematici").

## Trama
Il dramma è ambientata nel corso degli eventi della guerra di Troia e ha due intrecci distinti. In uno Troilo, un principe troiano, corteggia Cressida, fa l'amore con lei e le giura eterno amore poco prima che sia consegnata ai Greci in cambio di un prigioniero di guerra. Quando tenta di andare a trovarla nell'accampamento greco, la sorprende in intimità con Diomede e decide che è solo una prostituta.
Nonostante questo intreccio sia quello che dà il titolo all'opera, in realtà si risolve in poche scene: la maggior parte dell'opera ruota attorno ad un piano ordito da Nestore e Odisseo per spingere l'orgoglioso Achille a scendere nuovamente in battaglia tra le file greche.
L'opera si chiude con una serie di scontri tra i due schieramenti e la morte dell'eroe troiano Ettore.

## Titolo e genere letterario
L'edizione in quarto del 1609 la dichiara come un dramma storico storica con il titolo The (Famous) Historie of Troylus and Cresseid(a), ma il First Folio del 1623 la elenca sotto il titolo The Tragedie of Troylus and Cressida. La confusione è aumentata dal fatto che nel First Folio il titolo non compare nell'indice iniziale e l'opera, le cui pagine non sono numerate (tranne due erroneamente), fu tipograficamente inserita in un momento successivo tra le Histories e le Tragedies.
L'opera non si presenta come una tragedia nel senso tradizionale del termine, dal momento che il suo protagonista, Troilo, non muore, ma si conclude comunque in modo molto triste, con la morte del nobile principe troiano Ettore e la distruzione del legame sentimentale tra Troilo e Cressida. Il tono dell'opera oscilla continuamente tra quello di una commedia piccante e quello di un'oscura tragedia, e gli spettatori e i lettori trovano spesso difficile decidere che reazione avere di fronte alle vicende dei personaggi. Tuttavia, varie caratteristiche di questo dramma (la più evidente delle quali è il continuo interrogarsi su valori fondamentali, come il rispetto della gerarchia, l'onore, l'amore) sono state spesso interpretate come distintive di un'opera "moderna" o addirittura "post-moderna".

## Fonti
La storia di Troilo e Cressida è un racconto di origine medievale, non presente nella mitologia greca; Shakespeare tracciò la trama attingendo da varie fonti, in particolare dalla versione che del racconto fece Chaucer (Troilo e Criseide), ma anche dal Troy Book di John Lydgate e dalla traduzione di William Caxton del Recuyell of the Historyes of Troye.
La storia di Achille convinto a scendere in battaglia è tratta dall'Iliade di Omero (forse nella traduzione di George Chapman) e da varie rielaborazioni di epoca medievale e rinascimentale.
La storia era piuttosto popolare tra i drammaturghi dei primi anni del XVII secolo e Shakespeare potrebbe anche essersi ispirato ad alcune opere di autori a lui contemporanei. Anche l'opera in due atti di Thomas Heywood The Iron Age tratta della guerra di Troia e della storia di Troilo e Cressida, ma non si sa con certezza se sia anteriore o successiva all'opera di Shakespeare. Inoltre Thomas Dekker e Henry Chettle scrissero una rappresentazione chiamata Troilus and Cressida all'incirca nello stesso periodo di Shakespeare, ma ne è sopravvissuto soltanto un frammentario abbozzo di trama.

## Datazione e testo
Si pensa che la tragedia sia stata scritta verso il 1602, poco dopo l'allestimento dell'Amleto. Fu pubblicata nel formato in quarto in due diverse edizioni, uscite entrambe nel 1609. Non si sa se l'opera sia mai andata in scena all'epoca della sua stesura, in quanto le due edizioni si contraddicono: una annuncia nel frontespizio che la tragedia era stata da poco rappresentata, mentre l'altra nella prefazione sostiene che non c'era mai stato alcun allestimento.
L'opera fu iscritta nel registro delle opere possedute della Stationers Company il 7 febbraio 1603 dal libraio e tipografo James Roberts, con l'annotazione che era stata messa in scena dalla compagnia teatrale di Shakespeare, la Lord Chamberlain's Men. Tuttavia a quest'iscrizione fino al 1609 non fece seguito alcuna pubblicazione; fu nuovamente messa a registro il 28 gennaio 1609 dai due commercianti Richard Bonian e Henry Walley e nello stesso anno fu pubblicato il First Quarto in due diverse edizioni: la prima dice che la tragedia fu "recitata dai servi di Sua Maestà Reale al Globe"; la seconda omette di citare il Globe Theatre e riporta come prefazione una lunga lettera che afferma che Troilus and Cressida è "un nuovo spettacolo, mai portato sulle scene...".
Alcuni commentatori (come Georg Brandes, lo studioso danese di Shakespeare della fine del XIX secolo) hanno cercato di ricomporre queste affermazioni contraddittorie, ipotizzando che l'opera sia stata originariamente scritta attorno al 1600-1602, ma che sia stata profondamente modificata poco prima della sua pubblicazione del 1609. La tragedia si distingue per il suo carattere amaro e caustico, simile a quello delle opere che Shakespeare scriveva nel periodo tra il 1605 e il 1608, come Re Lear, Coriolano e Timone d'Atene. Secondo questa ipotesi, la stesura originaria sarebbe stata simile ad una commedia romantica, sul modello di quelle che il bardo scrisse verso il 1600, quali Come vi piace e La dodicesima notte, mentre la revisione successiva aggiunse le scene più cupe e buie con il risultato di lasciare una certa confusione di toni ed intenti.

## Fortuna

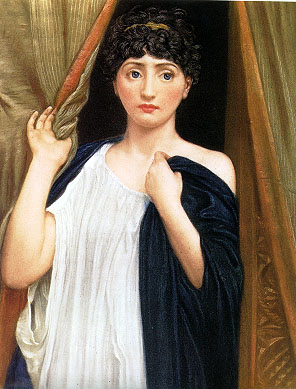
Cressida di Edward J. Poynter

Il suo carattere abbastanza sconcertante e confuso ha fatto sì che raramente Troilo e Cressida sia stata popolare sulle scene e non si ricordano allestimenti né durante il corso della vita di Shakespeare né nel periodo che va dal 1734 al 1898. All'epoca della Restaurazione inglese fu duramente condannata da John Dryden, che la definì "un cumulo di spazzatura" e decise di riscriverla. Fu anche malvista in epoca vittoriana per i suoi espliciti riferimenti di natura sessuale.
Non venne mai rappresentata nella sua forma originale fino all'inizio del XX secolo ma, a partire da allora, la sua fama è andata costantemente crescendo grazie alla cinica descrizione che fornisce dell'immoralità e della disillusione dell'uomo, specialmente dopo la prima guerra mondiale. La sua popolarità raggiunse un picco negli anni 1960, quando il pubblico malcontento per la guerra del Vietnam aumentò in maniera esponenziale. La sua ambientazione generale durante un lungo periodo di guerra, il cinico infrangere i giuramenti dei personaggi e la mancanza di moralità di Cressida e dei Greci colpirono molto il pubblico, favorendo la frequente messa in scena dell'opera, che evidenziava l'abisso che separa gli ideali dallo squallore della realtà.

## Traduzioni italiane
- Troilo e Cressida: dramma in 5 atti, trad. di Diego Angeli, Milano, Fratelli Treves, 1931.
- Troilo e Cressida, testo riveduto, con versione a fronte, introduzione e note a cura di Mario Praz, Firenze, G.C. Sansoni, 1939.
- Troilo e Cressida: dramma in 5 atti, traduzione di Cesare Vico Lodovici, Torino, G. Einaudi, 1950.
- Troilo e Cressida, Introduzione, traduzione e note di Gabriele Baldini, in: Opere complete, 3 voll., Collana Classici Rizzoli, Milano, Rizzoli, 1963; Collana BUR, Milano, Rizzoli, 1988, ISBN 88-17-16680-4; Collana Tutte le opere, Milano, Fabbri Editori, 2003.
- Troilo e Cressida, traduzione di Luigi Squarzina, in: Teatro completo. I drammi dialettici, a cura di Giorgio Melchiori, Milano, Mondadori, 1977; saggio introduttivo di Anna Luisa Zazo, Collana Oscar Classici, Milano, A. Mondadori, 1996, ISBN 88-04-40756-5; in: Tutto il teatro, vol. IV, Roma, Newton Compton, 1990.
- Troilo e Cressida, trad. e note di Antonio Meo, Collana I grandi libri, Milano, Garzanti, 1977.
- Troilo e Cressida, a cura di Demetrio Vittorini, Milano, Mursia, 1990, ISBN 88-425-0660-5.
- Troilo e Cressida, Introduzione di Nemi D'Agostino, Prefazione, traduzione e note di Francesco Binni, Collana I grandi libri, Milano, Garzanti, 1994, ISBN 88-11-58508-2.
- Troilo e Cressida, Introduzione di Nadia Fusini, a cura di Iolanda Plescia, Collana UEF. I Classici, Milano, Feltrinelli, 2015, ISBN 978-88-07-90214-7.
- Troilo e Cressida, a cura di Carlo Pagetti, Collana Oscar Classici, Milano, Mondadori, 2025, ISBN 978-88-047-8615-3.